# Parque Nacional Gunung Gading
O Parque Nacional Gunung Gading é um parque nacional na Divisão de Kuching, Sarawak, na Malásia. O parque está localizado a cerca de duas horas de carro de Kuching e é um destino popular para ver a flor de Rafflesia em flor. Após 10 anos como zona de conservação para proteger a Rafflesia, o parque foi aberto aos visitantes em 1994. O parque também tem uma série de trilhos na selva para cascatas ou para o cume de Gunung Gading de 965 metros de altitude.